# Burgui
Burgui (spanska) eller Burgi (baskiska), officiellt Burgui/Burgi, är en kommun i Spanien.   Den ligger i provinsen och regionen Navarra, i den nordöstra delen av landet, 300 km nordost om huvudstaden Madrid. Antalet invånare är 237.